# مارسلو لئوپالدی
مارسلو لئوپالدی (انگلیسی: Marcelo Leopaldi؛ زادهٔ ۲ آوریل ۱۹۷۲) بازیکن فوتبال اهل آرژانتین است.
از باشگاه‌هایی که در آن بازی کرده‌است می‌توان به باشگاه فوتبال بانفیلد، باشگاه فوتبال مونتسا، باشگاه فوتبال یونیکوس، باشگاه فوتبال استودیانتس، و باشگاه فوتبال اتلتیکو هوراکان اشاره کرد.